# You're Gonna Go Far, Kid
You're Gonna Go Far, Kid è il secondo singolo estratto dall'ottavo studio album della band punk Offspring, Rise and Fall, Rage and Grace.
Ha raggiunto la posizione #1 nella classifica Billboard Modern Rock Tracks, mantenendola per 11 settimane.
Ha ottenuto la certificazione di disco d'oro.

## Tracce
CD Maxi
1. You're Gonna Go Far, Kid - 3:00 (Versione esplicita)
2. You're Gonna Go Far, Kid - 2:59 (Live)
3. Hammerhead - 4:36 (Live)
4. You're Gonna Go Far, Kid - 4:36  (Video)

Digital Download
1. You're Gonna Go Far, Kid - 2:57 (Radio edit)

## Significato
La canzone narra delle azioni di un ragazzo delle scuole superiori che soffre di un disturbo comportamentale, il quale lo porta a cercare di manipolare mentalmente gli individui che incontra per fargli formare un gruppo sociale insieme a lui ed ottenerne vantaggi.
(You're Gonna Go Far, Kid)

## Video musicale
Il 17 ottobre 2008 è stato pubblicato un video diretto da Chris Hopewell fatto in larga parte in grafica computerizzata.
Il video mostra inizialmente un contadino lavorare in un orto. Successivamente appare una dea la quale gli regala una chitarra classica, scomparendo subito dopo. Il contadino inizia così a suonare e poi si sposta verso una città, suonando per i cittadini della stessa. Le abilità magiche della chitarra lo portano a guadagnare molto denaro, accumulandolo. Poco dopo alcuni abitanti della città vengono colpiti dalla peste ma riescono a venir curati dalla sua chitarra. Tra queste persone c'è una ragazza, alla quale il contadino ruba la collana. Con i soldi guadagnati si compra un bel vestito ed entra in una villa per suonare e guadagnare altro denaro. L'uomo è accolto da un gruppo di aristocratici in costumi settecenteschi. Alla fine ricompare la dea la quale, delusa dal suo comportamento avido sempre alla ricerca del denaro, prima lo fa scomparire e poi fa cadere la chitarra in terra, che si dissolverà subito dopo.

## Formazione
- Dexter Holland – voce, chitarra ritmica
- Noodles – chitarra solista, cori
- Greg K – basso, cori
- Josh Freese – batteria (studio)
- Chris "X-13" Higgins - cori (studio)[19]

## Classifiche
| Classifica (2008)             | Posizione massima |
| ----------------------------- | ----------------- |
| Canada                        | 25                |
| Canada (rock)                 | 1                 |
| Germania                      | 67                |
| Nuova Zelanda                 | 28                |
| Spagna                        | 19                |
| Stati Uniti                   | 63                |
| Stati Uniti (alternative)     | 1                 |
| Stati Uniti (mainstream rock) | 10                |

## You're Gonna Go Far, Kidnella cultura di massa
È presente nell'applicazione iPhone Tap Tap Revenge.